# Ин-Салах (месторождение)
Ин-Салах — группа газовых месторождений в Алжире. Освоение началось в 2004 году. Расположено в Алжирской Сахаре (Алжиро-Ливийский нефтегазоносный бассейн).
Газоносность связана с отложениям нижнекаменноугольного возраста. Начальные запасы газа св. 2,3 трлн. м³.
Оператором группы является консорциум In Salah Gas. В консорциум In Salah Gas входят Sonatrach (35 %), BP (33 %) и норвежская Statoil (32 %). Контракт сроком на 30 лет на сумму 3,5-5 млрд дол.
В рамках осуществления первой фазы проекта в 2004 г. началась добыча на месторождениях Крешба, Рег и Тегантур.
Компания BP Exploration (El Djazair) Ltd. подписала предварительный контракт с компанией Foster Wheeler Ltd. на разработку и реализацию второй фазы проекта In Salah Gas. Этим контрактом предусматривается ввод в эксплуатацию четырех южных месторождений группы Ин-Салах (In Salah): Гарет-Бефинат (Garet el Befinat), Хасси-Мумен (Hassi Moumene), Ин-Салах и Гур-Махмуд (Gour Mahmoud).
Добыча газа в 2007 г. — составила 5 млрд м³.